# Klinčeky

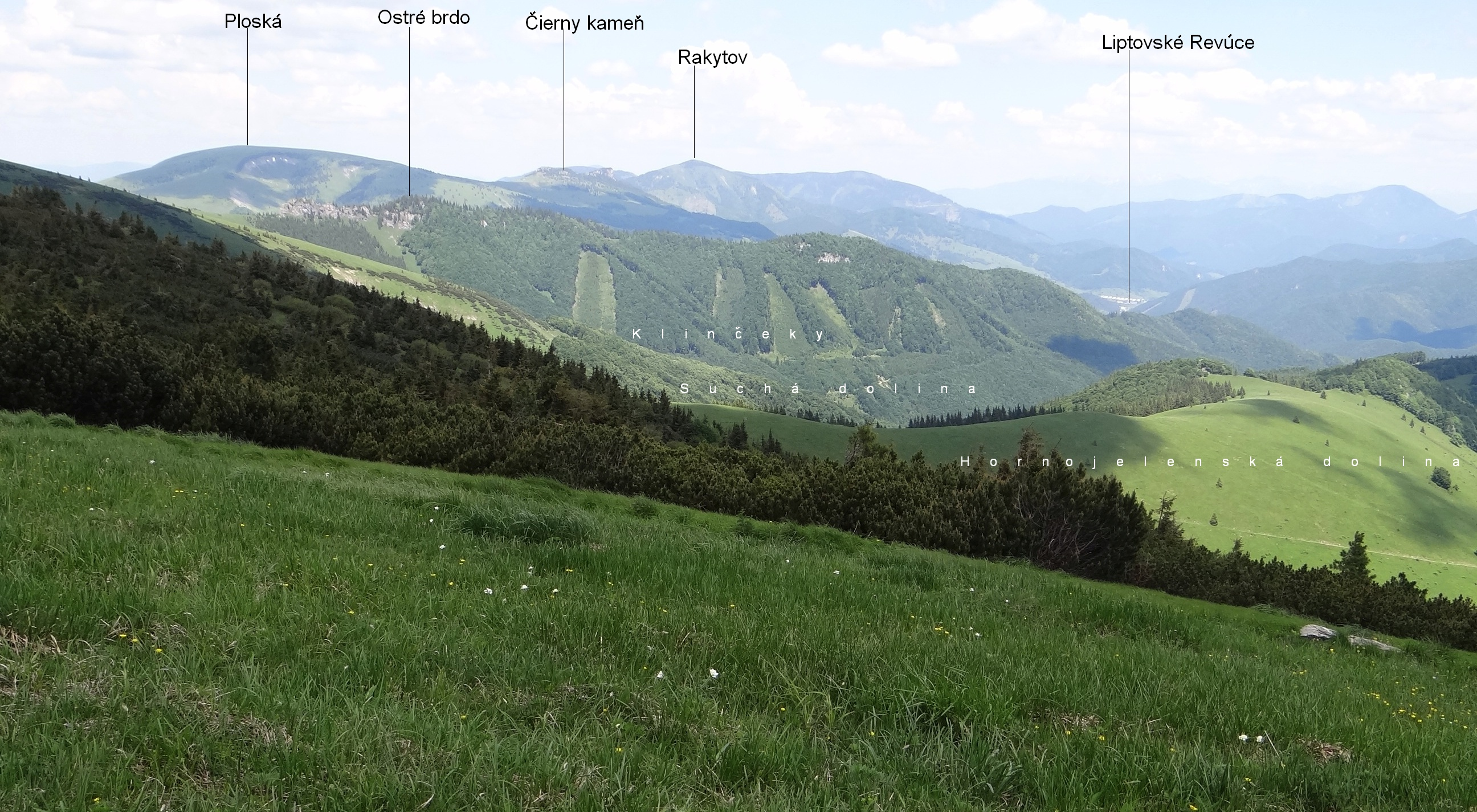

Klinčeky – lewe odgałęzienie górnej części Suchej doliny w Wielkiej Fatrze na Słowacji. Górą  Klinčeky podchodzą pod główny grzbiet Wielkiej Fatry pomiędzy szczytami Noštek (1560 m) i Ostredok (1596 m). Lewe zbocza dolinki tworzy odchodzący od Ostredoka grzbiet Ostrégo brda, prawe, krótki grzbiet Nošteka oddzielający Klinčeky od głównego ciągu Suchej doliny.
Górna część Klinčeky jest trawiasta. Są to pasterskie hale. Dolną część dolinki porasta las. Dnem dolnej części spływa potok, na wysokości około 840 m łączący się z potokiem spływającym dnem głównego ciągu Suchej doliny.